# Crissy Moran
Crissy Moran (Jacksonville, Florida; 22 de diciembre de 1975) es una ex actriz pornográfica estadounidense.